# Дрегану (комуна)
Дрегану (рум. Drăganu) — комуна у повіті Арджеш в Румунії. До складу комуни входять такі села (дані про населення за 2002 рік):
- Бечешть (317 осіб)
- Дрегану-Олтень (601 особа) — адміністративний центр комуни
- Думбревешть (519 осіб)
- Пріслопу-Маре (549 осіб)

Комуна розташована на відстані 122 км на північний захід від Бухареста, 14 км на північний захід від Пітешть, 98 км на північний схід від Крайови, 106 км на південний захід від Брашова.

## Населення
За даними перепису населення 2002 року у комуні проживали 1986 осіб, усі — румуни. Усі жителі комуни рідною мовою назвали румунську.
Склад населення комуни за віросповіданням:
| Релігія       | Кількість осіб | Відсоток |
| ------------- | -------------- | -------- |
| православні   | 1984           | 99,9%    |
| п'ятдесятники | 2              | 0,1%     |